# Hochwasserrückhaltebecken Orstel
Das Hochwasserrückhaltebecken Orstel (gelegentlich auch der Orstel-Staudamm genannt) ist ein Hochwasserrückhaltebecken im Orsteltal bei dem Herbrechtinger Ortsteil Bolheim in Baden-Württemberg. Das Bauwerk westlich des Orts gilt nach DIN 19700-12 hinsichtlich seiner Dammhöhe als mittleres, hinsichtlich seines Speicherraums als kleines Hochwasserrückhaltebecken – wird aber aufgrund des örtlichen Gefährdungspotentials von der Landesanstalt für Umwelt Baden-Württemberg aufklassifiziert und als mittleres Becken geführt. Der gestaute Bach ist der nur intermittierend wasserführende Orstelgraben, der im Ortsbereich Bolheims überdacht ist und dort von rechts bzw. Westen der Brenz zufließt.

## Beschreibung
Das Bauwerk riegelt den 1,89 km langen, meist trockenen Strang des Orsteltals ab, der westlich von Bolheim auf etwa 585 m ü. NHN zwischen den Gemarkungen Alte Neureut und Am tiefen Weg einsetzt. Das Einzugsgebiet ist etwa 1,849 km² groß. Es liegt auf der verkarsteten Weißjurahochfläche der Schwäbischen Alb im Naturraum Südalbuch.
Der 1987 erbaute Damm steht etwa einen halben Kilometer westlich der geschlossenen Bebauung von Bolheim und kann bis zu 72.000 m³ Wasser zurückhalten. Er dient ausschließlich dem Hochwasserschutz der westlich der Brenz gelegenen Teile des Orts und somit auch seines historischen Ortskerns.

Ausgewählte Bilder des Hochwasserrückhaltebeckens Orstel
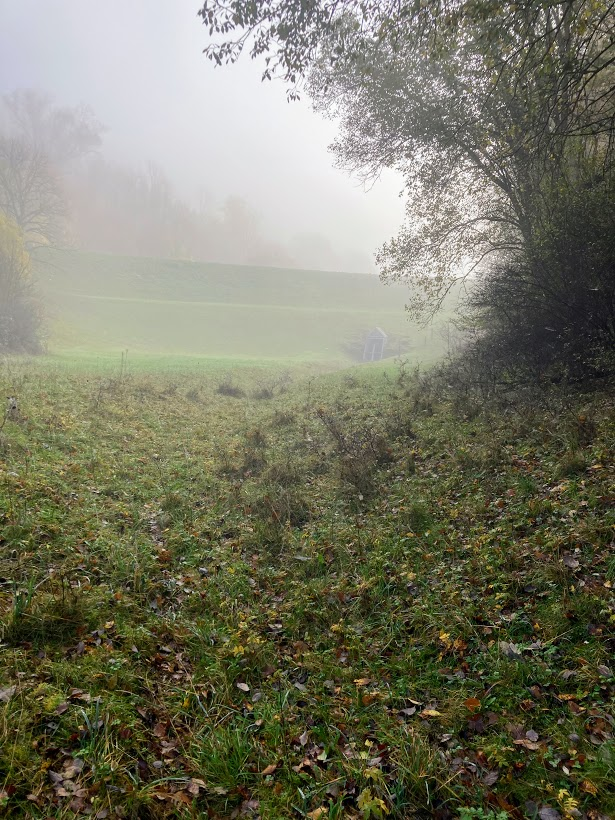
Hochwasserrückhaltebecken Orstel (2022), Wasserseite
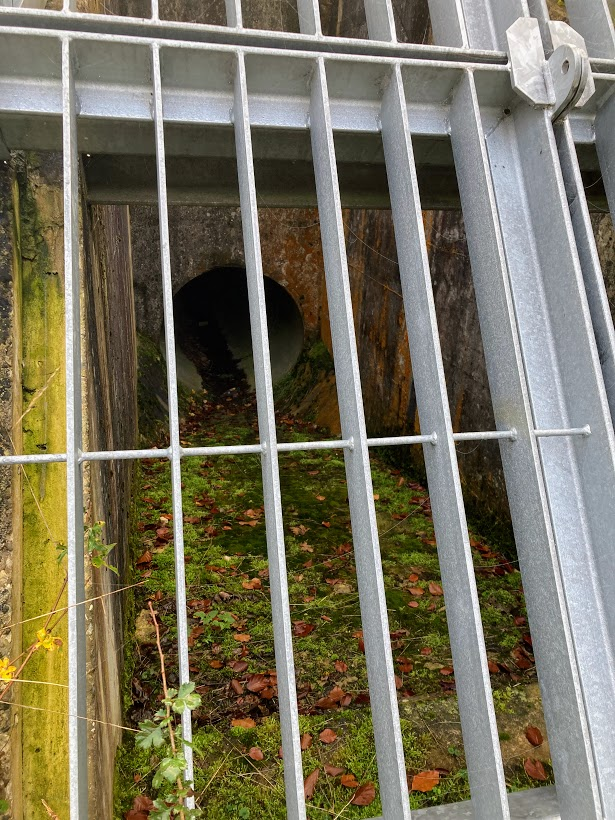
Hochwasserrückhaltebecken Orstel (2022), Grundablass Wasserseite (Detail)
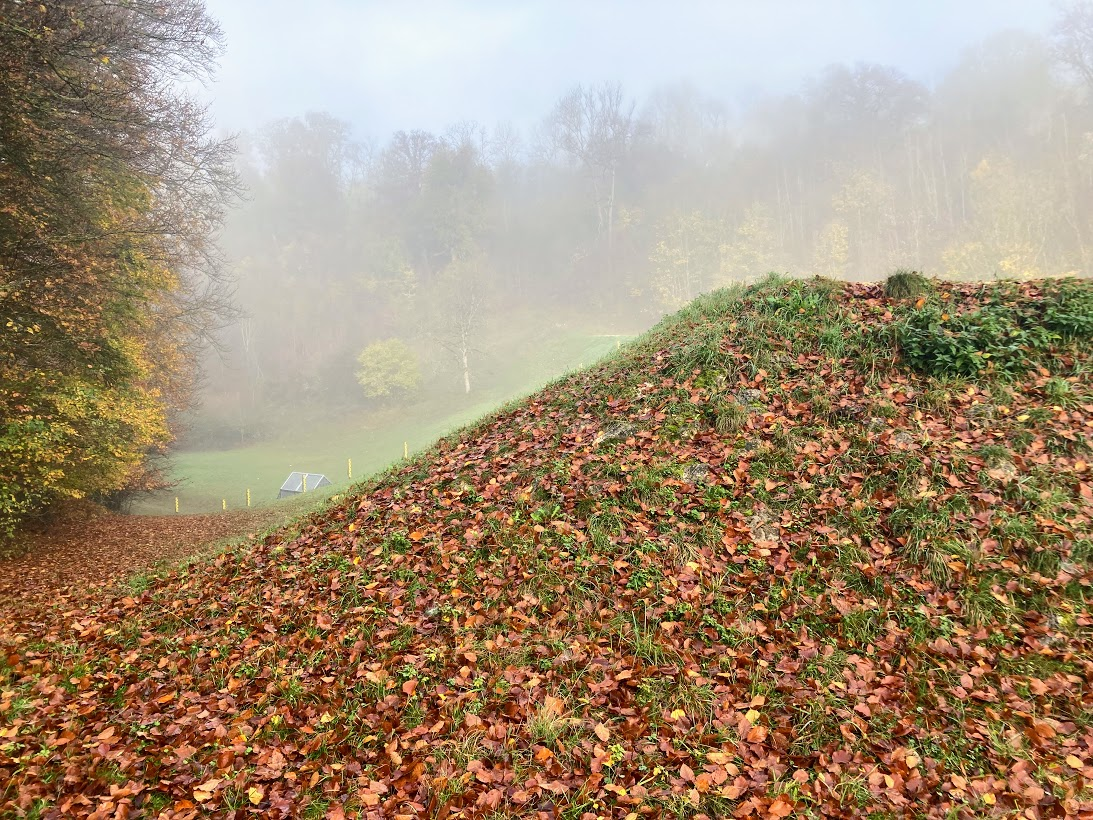
Hochwasserrückhaltebecken Orstel (2022), Dammkrone mit Scharte
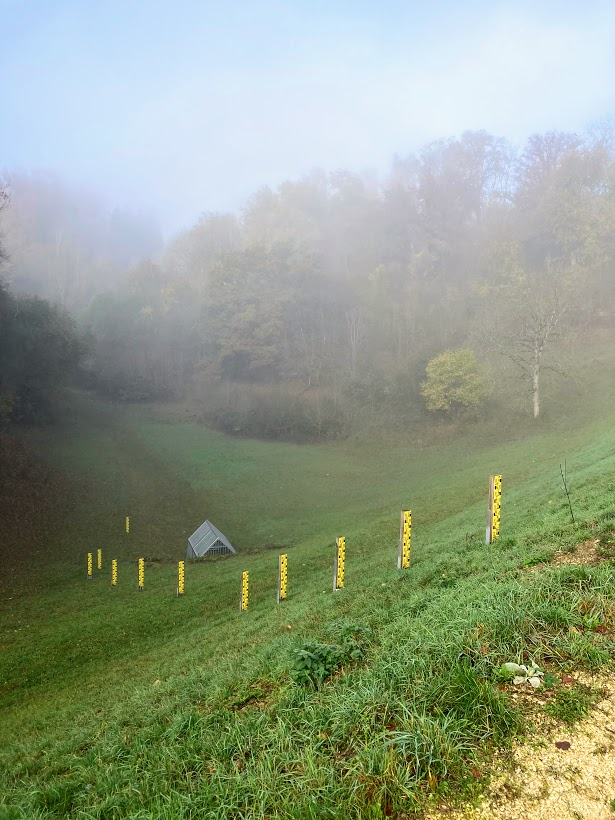
Hochwasserrückhaltebecken Orstel (2022), Wasserseite mit Grundablass
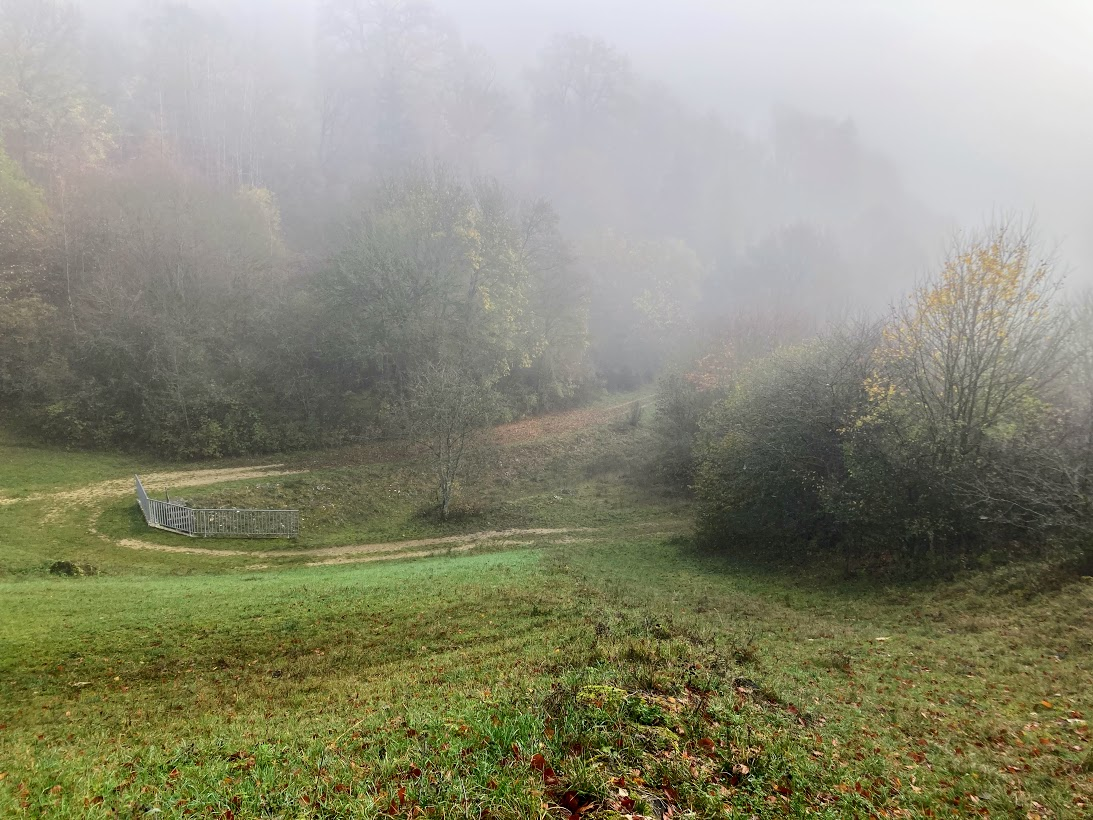
Hochwasserrückhaltebecken Orstel (2022), Luftseite mit Orstelgraben

## Orstelgraben
Der Orstelgraben (kurz Orstel oder auch – nach dem nördlich parallel verlaufenden großen Wildwassergraben durch Heidenheim – Wedel genannt) entsteht unauffällig auf landwirtschaftlich genutzten Feldern der Albhochfläche westlich von Bolheim. Er schneidet sich nach nur wenigen hundert Metern tief in den Karst ein und nimmt nach rund 900 m eines leicht nach Süden gewandten westlichen Verlaufs einen Wirtschaftsweg auf. Von diesem trennt er sich nach einer rund 200 m langen 90°-Kurve nach links wieder und fließt durch eine Röhre unter einem abzweigenden Weg hindurch in das nach ihm benannte Hochwasserrückhaltebecken. Nach einer weiteren 90°-Kurve nach rechts nimmt er seine ursprüngliche Richtung wieder auf und trifft nach rund 250 m auf etwa 505 m ü. NHN auf den dazugehörigen Staudamm.
Nach Austritt aus dem Rückhaltebecken verläuft der Orstelgraben noch rund 400 m in einem Knick neben einem Feldweg auf der nördlichen Seite des dort landwirtschaftlich genutzten Orsteltals, bevor er etwa auf Höhe der Einmündung des Wegs in die Ugentalstraße in einem Kanal verschwindet. Historisch verlief sein Bett danach ungefähr parallel zur nach ihm benannten Wedelstraße und zur Zoeppritzstraße sowie unter der Grabenstraße hindurch in die Brenz: Von dieser Einmündung ist heutzutage jedoch nichts mehr zu sehen. Stattdessen führt der überdachte Orstelgrabenkanal nunmehr über Steigstraße, Sterngasse, Kurze Straße, Herbrechtinger Straße, Lindenbergplatz (links an der evangelischen Kirche vorbei), Herbrechtinger Straße und Furthstraße nach etwa 1,0 km auf etwa 475 m ü. NHN direkt in die Brenz.

Ausgewählte Bilder des Orstelgrabens
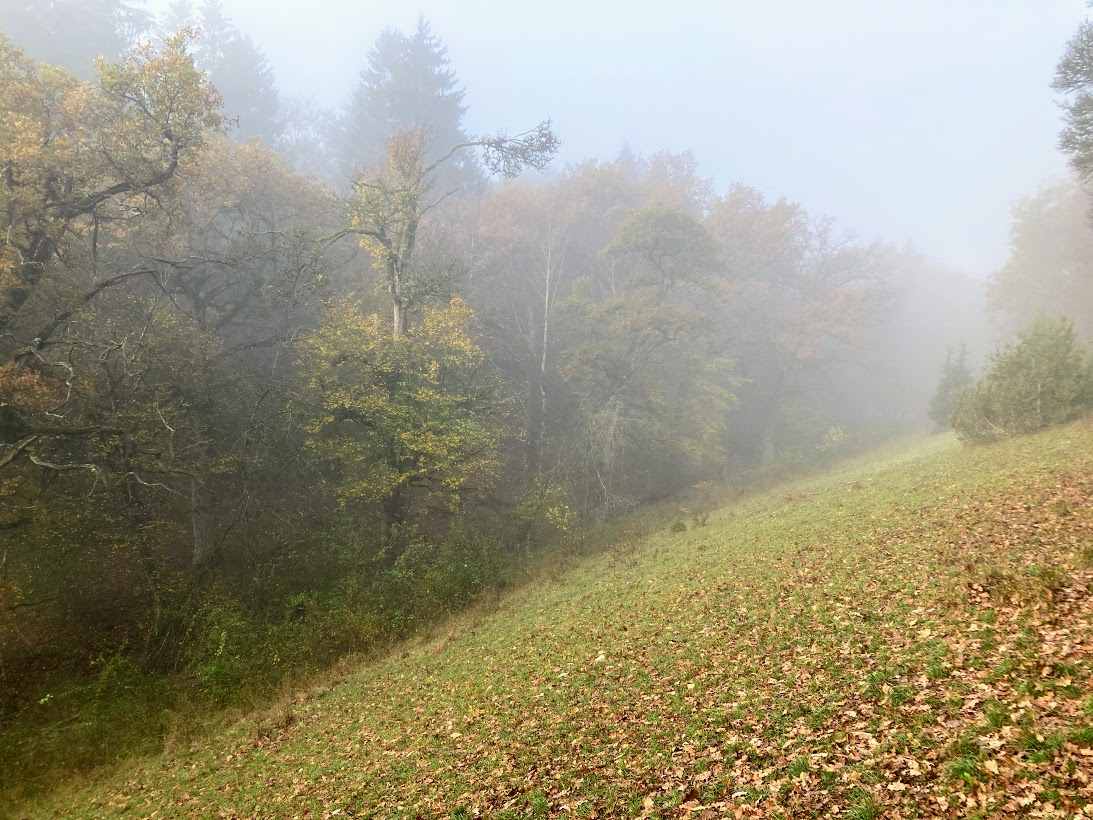
Oberes Orsteltal (2022)
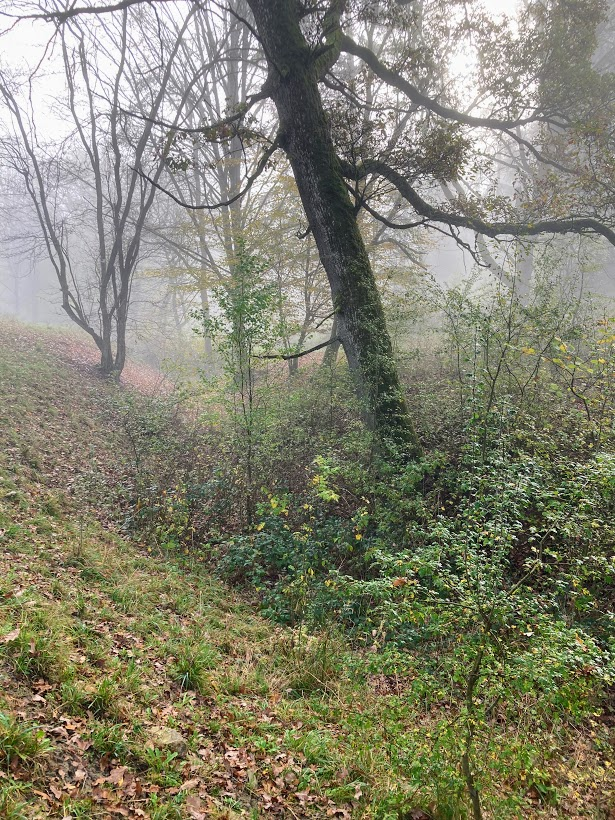
Orstelgraben im oberen Orsteltal (2022), Blick aufwärts
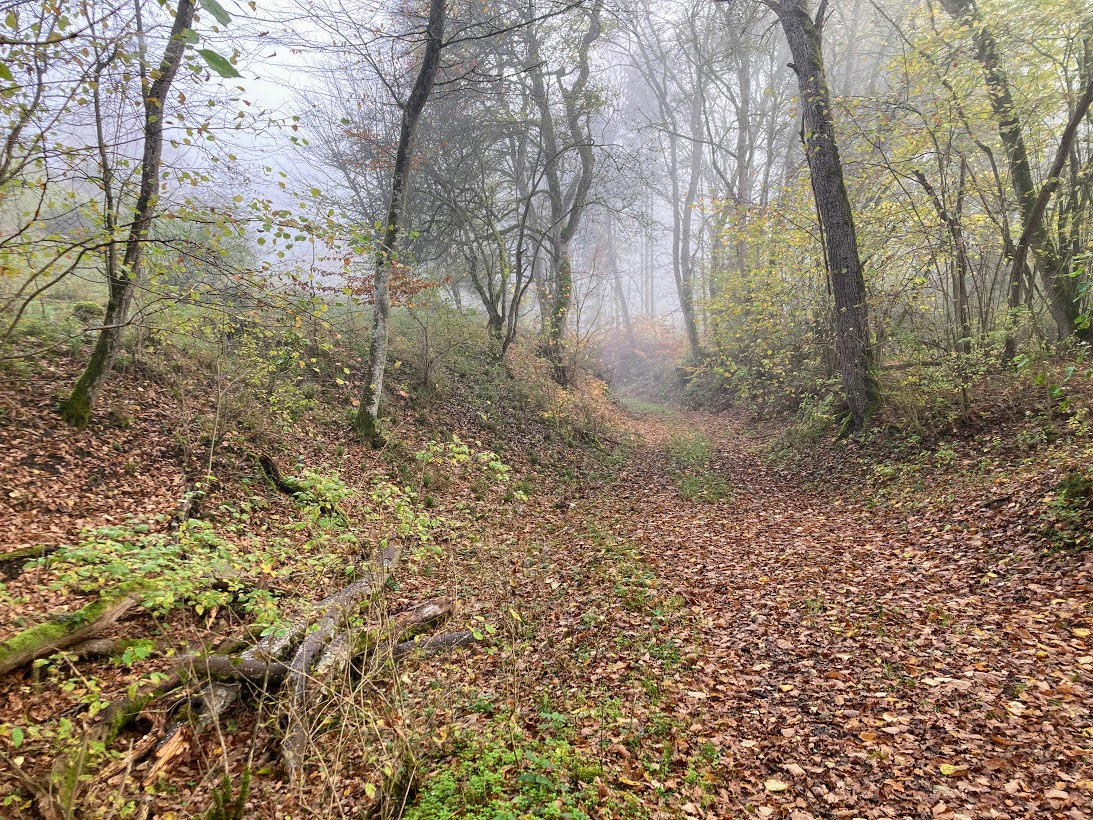
Orstelgraben im oberen Orsteltal (2022), gemeinsame Führung mit Wirtschaftsweg
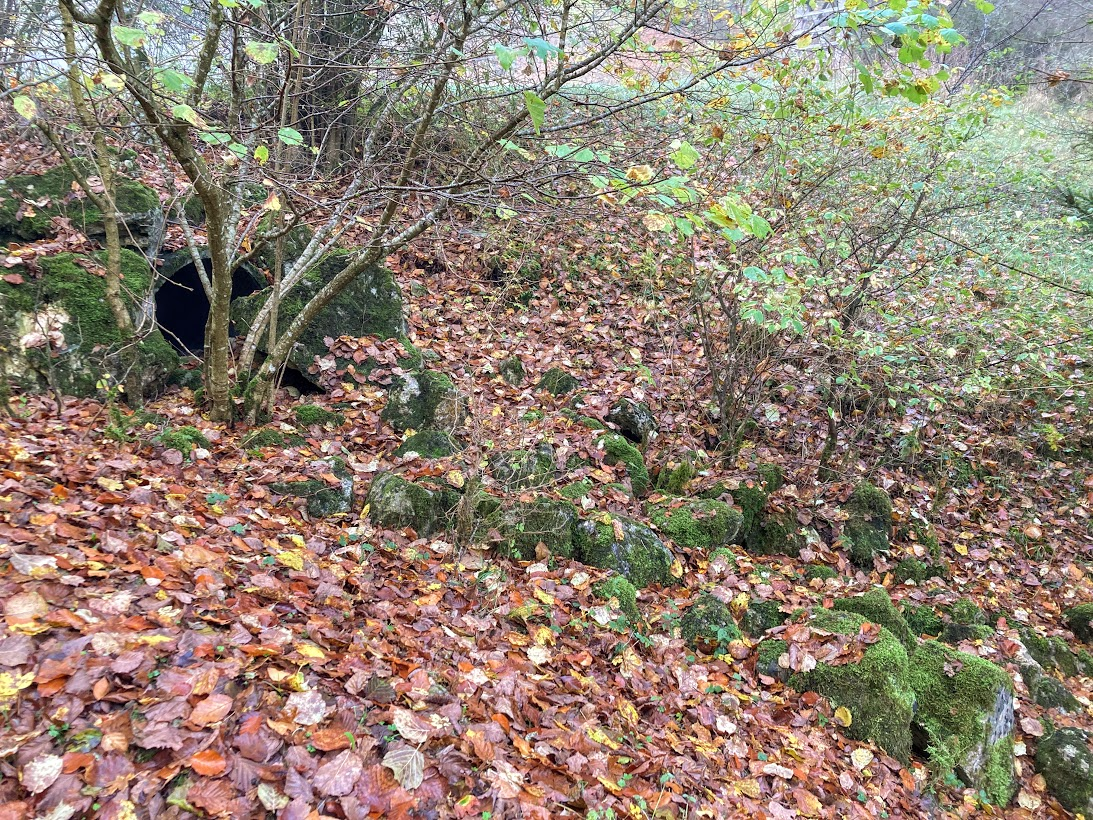
Orstelgraben im mittleren Orsteltal (2022), Rohraustritt ins Rückhaltebecken
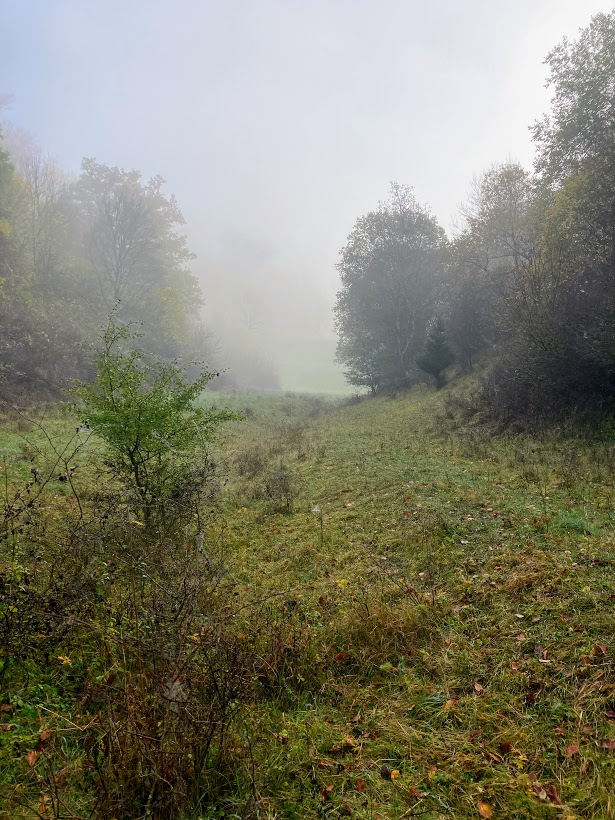
Orstelgraben im mittleren Orsteltal (2022) kurz vor dem Staudamm
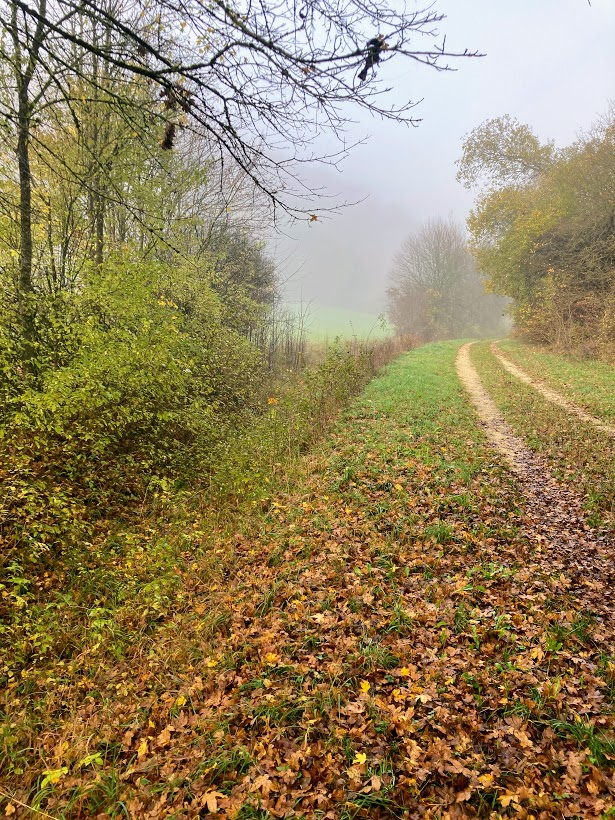
Orstelgraben im unteren Orsteltal (2022)
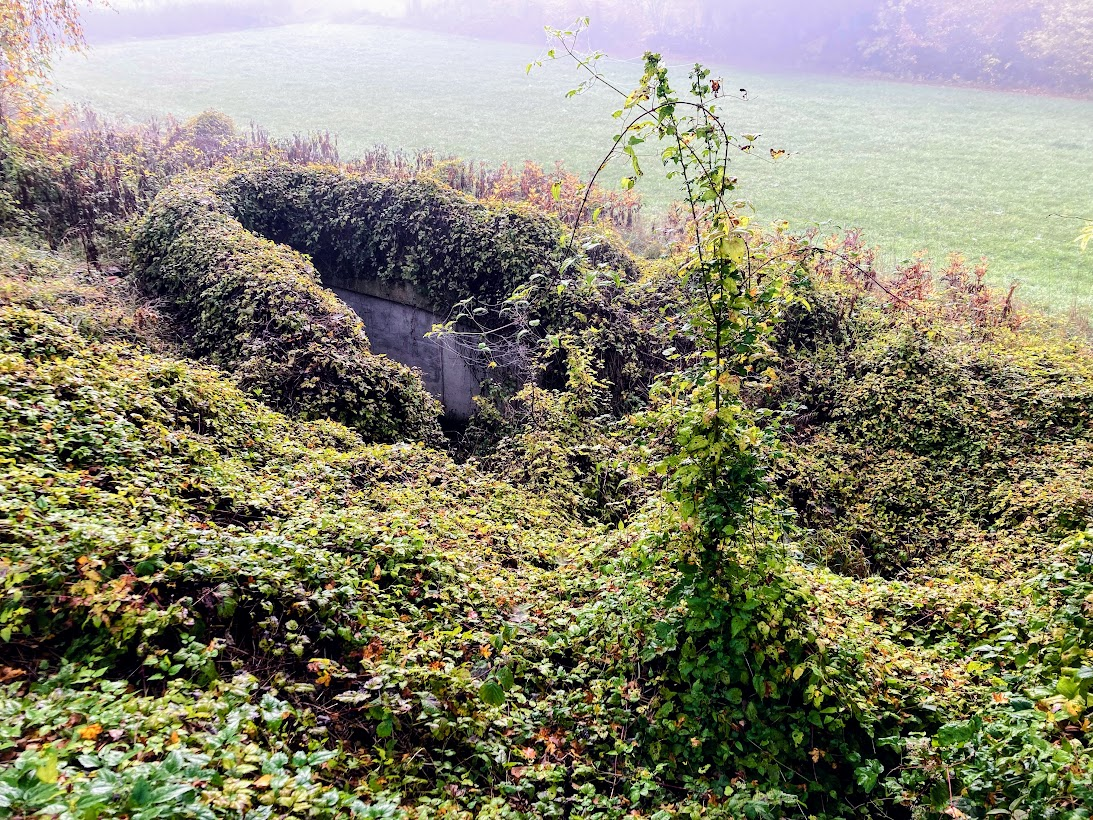
Orstelgraben im unteren Orsteltal (2022), Beginn der Kanalisierung
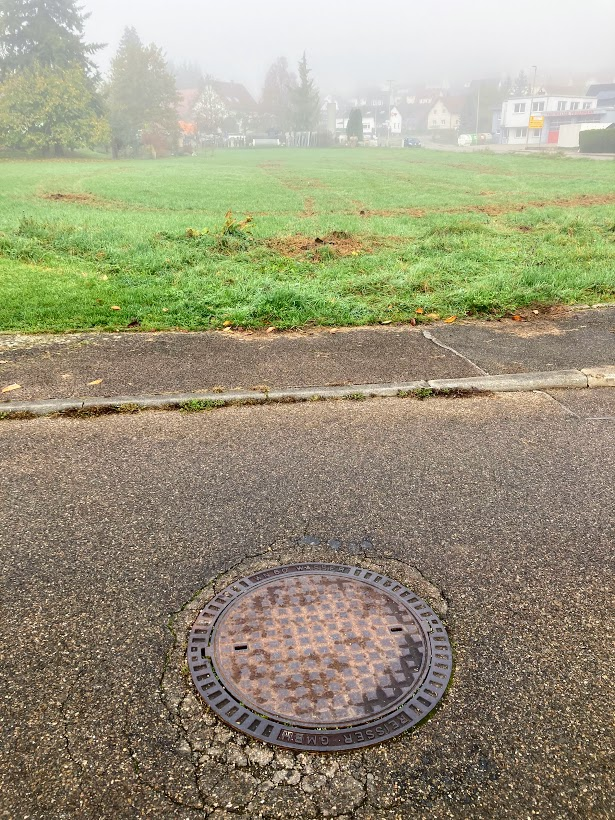
Grabenstraße (Bolheim), ehemaliger Verlauf des Orstelgrabens (2022)

## Wasserverband
Das Hochwasserrückhaltebecken Orstel gehört dem Wasserverband Wedel-Brenz und wurde 1987 erbaut.